# Подъяпольский, Пётр Сидорович
Пётр Си́дорович Подъяпо́льский (26 августа 1781 — 29 апреля 1857) — ротмистр кавалерии, Герой Отечественной войны 1812 года.

## Биография
Под командованием П. С. Подъяпольского, в его эскадроне, служила прославленная участница Отечественной войны, единственная женщина — офицер Русской армии, Н. А. Дурова, автор «Записок кавалерист-девицы».
Останки были обнаружены в 2022 году в селе Лисичкино и идентифицированы в январе 2023 года.

## Начало службы
Начал службу юнкером в егерском (позже Сумском) полку в Аткарском уезде Саратовской губернии (1797 год).

## Военные походы
- Военный поход: Римская Империя, Аустерлиц (1809 год)
- Военный поход: Взятие варшавского герцогства Варшава, Польша (1813 год)

## Жизнь после отставки
После отставки ротмистру Петру Сидоровичу было жаловано имение в селе Лисичкино Аткарского уезда в Саратовской области и несколько душ крестьян. Один современник, чьи записи сохранились до наших дней, вспоминает: «Ходил барин быстро, слегка согнувшись. Всегда с палочкой. Если чем-то был недоволен, мог этой палочкой и огреть, ругаясь на крестьян — Каналья!»

## Смерть
Россия, Аткарский уезд, село Лисичкино 29 апреля 1857 года.
На надгробном камне значится надпись:
«Под сим камнем покоится прах храмоздателя сей церкви ротмистра и кавалера Петра Сидоровича Подъяпольского, служившего в военной службе с 1797 до 1816 год, за отличие в сражениях Всемилостивейше пожалован орденами св. Владимира 4-й степени и св. Анны 4-го класса, золотой саблей „за храбрость“. Родился 1781 г. 26 августа, скончался 1857 г. 29 апреля»
В августе 2022 года настоятель храма Новомучеников и исповедников Церкви Русской в Новокосине г. Москвы протоиерей Владимир Клюев посетил Саратовскую область, обследовал окрестности разрушенного храма и обрел разрозненные человеческие останки. По результатам экспертизы, проведенной в Москве, удалось установить, что они принадлежат П.С. Подъяпольскому.
Имя Д.С. Подъяпольского увековечено на мемориальной доске на одной из стен Храма Христа Спасителя, в списке раненных в боях под Смоленском в августе 1812 года.

## Семья и род Подъяпольских

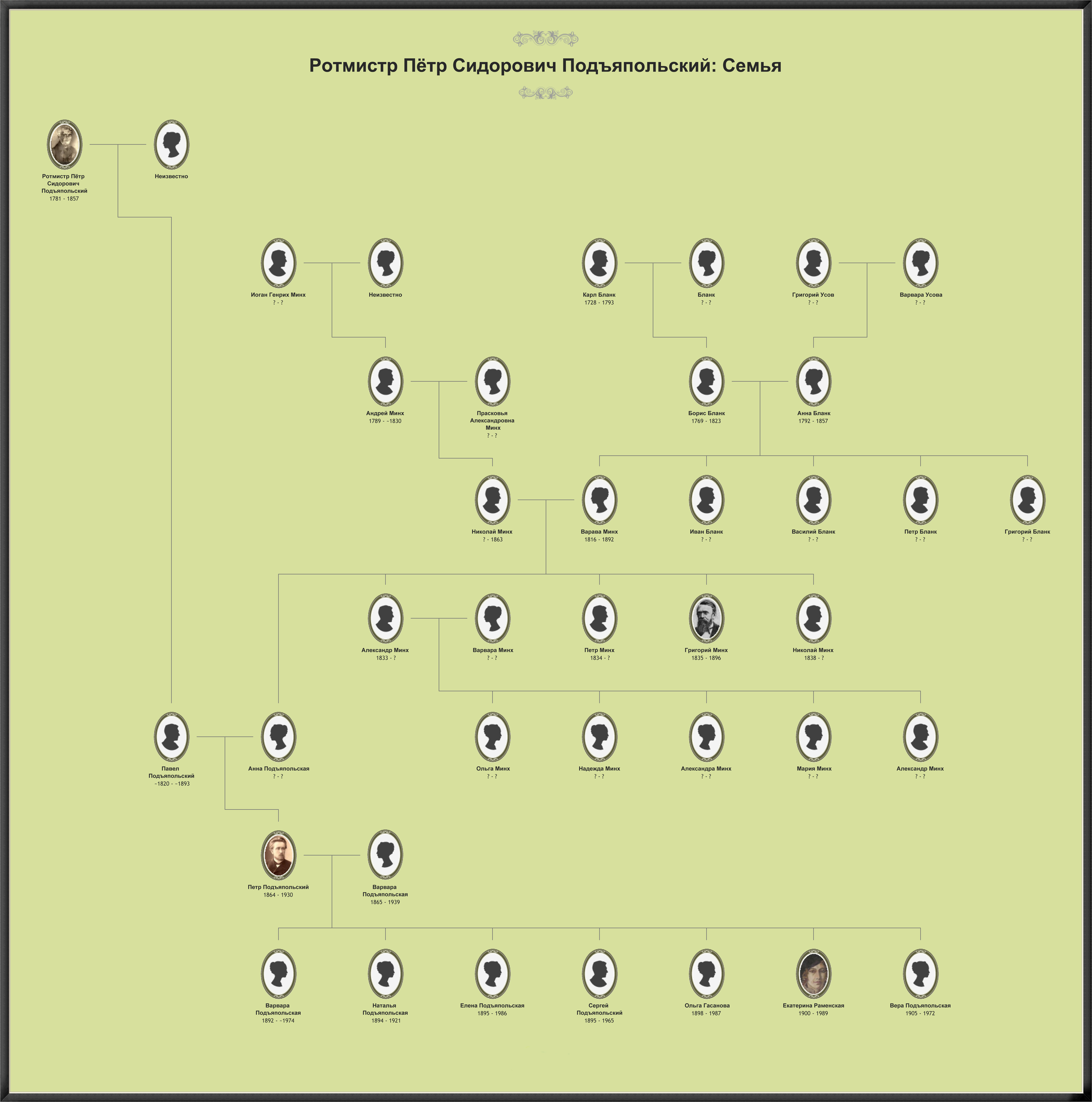

- сын Павел (ок. 1820 — 1893)
  - Пётр Павлович Подъяпольский (11 января 1864 — 17 июня 1930) — российский психиатр.

Праправнуки:
- Григорий Сергеевич Подъяпольский (22 октября 1926, Ташкент — ночь с 8 на 9 марта 1976, Саратов) — деятель российского диссидентского движения, поэт.
- Сергей Сергеевич Подъяпольский (1928, Саратов — 2002, Москва) — архитектор-реставратор, историк архитектуры. Профессор Московского Архитектурного Института.

График потомков Петра Сидоровича Подъяпольского

## Воинские звания
- Юнкер (1797)
- Ротмистр (1809)

## Награды
Российские:
- Ордена Святого Владимира 4 степени
- Золотое оружие «За храбрость»

Иностранные:
- Гольштейнский Орден Святой Анны

## В литературе
- «Записки кавалерист девицы» — Надежды Дуровой. Год выпуска 1839 (Под именем — Подъямпольский)